# Test parametrico
Si definisce test parametrico un test statistico che si può applicare in presenza di una distribuzione libera dei dati, o comunque nell'ambito della statistica parametrica. Ciò avviene effettuando un controllo delle ipotesi sul valore di un parametro, quale la media, la proporzione, la deviazione standard, l'uguaglianza tra due medie, etc.
Al contrario un test non parametrico non presuppone nessun tipo di distribuzione. Pur essendo applicabile solo in presenza di distribuzioni di tipo normale, i test parametrici risultano più attendibili rispetto a quelli non parametrici in quanto associati ad una maggiore probabilità di riuscire a rifiutare un'ipotesi statistica errata. Infatti una volta formulata l'ipotesi il passo successivo è quello di verificarla e uno dei metodi per decidere se rifiutare l'ipotesi (nulla) si basa sul concetto di valore-p.
Il valore-p rappresenta dunque la possibilità di rifiutare l'ipotesi nulla quando in realtà questa è vera e più questo valore è piccolo più si sceglie di rifiutare l'ipotesi fornendo il livello di significatività critico del test (probabilità massima tollerata di rifiuto), scendendo al di sotto del quale la decisione cambia da rifiuto a accettazione.
Tra i test parametrici principali troviamo il:
- test di Student (test t) a campioni dipendenti e a campioni indipendenti
- test sulla Normale standardizzata N(0,1) (test Z)

## T di Student
La distribuzione T di Student viene usata in statistica per stimare il valore medio di una popolazione quando sia disponibile un campione di piccole dimensioni (meno di 30 elementi) e i valori sono distribuiti come una variabile casuale normale. Se il campione è più numeroso le distribuzioni gaussiana e quella di Student differiscono di poco, pertanto è indifferente usare una o l'altra.
Una volta formulata una congettura nei confronti del vero valore assunto dalla media aritmetica della variabile aleatoria, per verificare la validità si potrà ricorrere ad un sistema di ipotesi del tipo:
{\displaystyle \left\{{\begin{matrix}H_{0}&\mu =\mu _{0}\\H_{1}&\mu =\mu _{1}\end{matrix}}\right.}
Si basa sulla distribuzione t di Student.

## Formule statistiche comuni
Qui di seguito vengono riportati in modo sintetico alcuni test statistici parametrici:
| Nome                                           | Formula | Assunzioni |
| 1 campione test Z                              | {\displaystyle z={\frac {{\overline {x}}-\mu _{0}}{\frac {\sigma }{\sqrt {n}}}}} | (Distribuzione normale o n > 30) e varianza {\displaystyle \sigma } conosciuta                                                                                     |
| 2 campioni test-z                              | {\displaystyle z={\frac {({\overline {x}}_{1}-{\overline {x}}_{2})-(\mu _{1}-\mu _{2})}{\sqrt {{\frac {\sigma _{1}^{2}}{n_{1}}}+{\frac {\sigma _{2}^{2}}{n_{2}}}}}}} | Distribuzione normale e osservazioni indipendenti e ({\displaystyle \sigma }1 e {\displaystyle \sigma }2 conosciute)                                               |
| 1 campione test t                              | {\displaystyle t={\frac {{\overline {x}}-\mu _{0}}{\frac {s}{\sqrt {n}}}},} {\displaystyle df=n-1} | (Popolazione normale o n > 30) e varianza {\displaystyle \sigma } sconosciuta                                                                                      |
| 2 campioni riuniti test-t                      | {\displaystyle t={\frac {({\overline {x}}_{1}-{\overline {x}}_{2})-(\mu _{1}-\mu _{2})}{s_{p}{\sqrt {{\frac {1}{n_{1}}}+{\frac {1}{n_{2}}}}}}},} {\displaystyle s_{p}^{2}={\frac {(n_{1}-1)s_{1}^{2}+(n_{2}-1)s_{2}^{2}}{n_{1}+n_{2}-2}},} {\displaystyle df=n_{1}+n_{2}-2} | (Popolazioni normali o n1 + n2 > 40) e osservazioni indipendenti e s1 = s2 e ({\displaystyle \sigma }1 e {\displaystyle \sigma }2 sconosciuti)                     |
| 2 campioni non riuniti test-t                  | {\displaystyle t={\frac {({\overline {x}}_{1}-{\overline {x}}_{2})-(\mu _{1}-\mu _{2})}{\sqrt {{\frac {s_{1}^{2}}{n_{1}}}+{\frac {s_{2}^{2}}{n_{2}}}}}},} {\displaystyle df={\frac {(n_{1}-1)(n_{2}-1)}{(n_{2}-1)c^{2}+(n_{1}-1)(1-c^{2})}},} {\displaystyle c={\frac {\frac {s_{1}^{2}}{n_{1}}}{{\frac {s_{1}^{2}}{n_{1}}}+{\frac {s_{2}^{2}}{n_{2}}}}}} o {\displaystyle df=\min\{n_{1},n_{2}\}} | (Popolazioni normali o n1 + n2 > 40) e osservazioni indipendenti e s1 {\displaystyle \neq } s2 e ({\displaystyle \sigma }1 e {\displaystyle \sigma }2 sconosciuti) |
| Accoppiato test-t                              | {\displaystyle t={\frac {{\overline {d}}-d_{0}}{s_{d}}},} {\displaystyle df=n-1} | (Popolazione normale di differenze o n > 30) e s sconosciuta |
| 1 campione test-z                              | {\displaystyle z={\frac {{\hat {p}}-p}{\sqrt {\frac {p(1-p)}{n}}}}} | np > 10 e n(1 − p) > 10 |
| 2 preposizioni test-z, con stessa varianza     | {\displaystyle z={\frac {({\hat {p}}_{1}-{\hat {p}}_{2})-({p}_{1}-{p}_{2})}{\sqrt {{\hat {p}}(1-{\hat {p}})({\frac {1}{n_{1}}}+{\frac {1}{n_{2}}})}}}} {\displaystyle {\hat {p}}={\frac {x_{1}+x_{2}}{n_{1}+n_{2}}}} | n1p1 > 5 e n1(1 − p1) > 5 e n2p2 > 5 e n2(1 − p2) > 5 e osservazioni indipendenti                                                                                  |
| 2 preposizioni test-z, con varianza differente | {\displaystyle z={\frac {({\hat {p}}_{1}-{\hat {p}}_{2})-(p_{1}-p_{2})}{\sqrt {{\frac {{\hat {p}}_{1}(1-{\hat {p}}_{1})}{n_{1}}}+{\frac {{\hat {p}}_{2}(1-{\hat {p}}_{2})}{n_{2}}}}}}} | n1p1 > 5 e n1(1 − p1) > 5 e n2p2 > 5 e n2(1 − p2) > 5 e osservazioni indipendenti                                                                                  |